# Rigmor Elianne Koti
Rigmor Elianne Skeje Koti (geboren als Rigmor Elianne Skeje; * 22. Juli 1966 in Trondheim) ist eine norwegische Diplomatin. Seit 2022 ist sie die norwegische Botschafterin in Mali.

## Leben
An der Universität Oslo studierte sie Philologie und schloss ihr Studium 1995 ab.

## Diplomatische Karriere
Seit 1996 arbeitet sie im Auswärtigen Dienst. Von 2019 bis 2020 war sie Sonderbeauftragte für die Sahelzone. Im norwegischen Außenministerium, dem Utenriksdepartementet, war sie von 2020 bis 2022 Abteilungsleiterin.
Seit 2022 ist sie als Nachfolgerin von Vegar Brynildsen die norwegische Botschafterin in Bamako. Sie ist mitakkreditiert für Burkina Faso (seit dem 16. Mai 2023), den Tschad (seit dem 27. Januar 2023), Mauretanien (seit dem 13. Januar 2023) und Niger (seit dem 13. Januar 2023).